# Ram Nath Kovind
Ram Nath Kovind (Derapur, 1 de outubro de 1945) é um advogado e político da Índia, foi o presidente de seu país de 2017 a 2022. Foi o 35.º Governador de Bihar de 2015 a 2017 e deputado de 1991 a 2006.
Kovind foi criado em um ambiente humilde, em uma pequena aldeia rural, onde seu pai cuidava das tarefas de cultivo e gerenciava uma modesta mercearia.
Líder do Partido do Povo Indiano, foi escolhido o candidato à Presidência pela coalizão governamental do NDA e ganhou as eleições presidenciais de 2017, tornando-se o segundo Dalit a ser eleito para o cargo.
Antes de entrar na política, foi advogado por dezesseis anos e advogou na Suprema Corte de Delhi e no Supremo Tribunal da Índia até 1993.